# Strings
strings je UN*Xový příkaz, jenž vyhledává a tiskne tisknutelné textové řetězce obsažené v souborech na standardní výstup. Za tisknutelný řetězec je pro účely tohoto příkazu standardně považována sekvence čtyř po sobě jdoucích tisknutelných znaků. Je často používán například v kombinaci s příkazem grep pro nalezení určitých řetězců obsažených v binárních souborech.

## Zápis
```
strings [-a] [-t format] [-n number] [file…]
```